# Skyss
 (juillet 2022).
Skyss est l'autorité publique qui organise, planifie et commercialise les services de transport public de Bergen et du comté de Vestland, en Norvège. Skyss n'a pas de conseil d'administration, mais est régi par le conseil du comté. Skyss a été créé en 2007 et est responsable des transports publics au sein du comté de Vestland (ancien Hordaland), couvrant le réseau de bus, le métro de Bergen (« Bybanen »), le bateau et les ferries. Les contrats d'exploitation des lignes de bus/bateau/train léger sont attribués à des sociétés de transport privées après des appels d'offres gérés par Skyss.
Le budget total pour 2014 est d'environ 2 000 millions de NOK. Le revenu total (revenu des billets) est d'environ 800 millions de NOK. L'écart entre les coûts et les revenus est couvert par des fonds publics.
Skyss a depuis sa création en 2007 mené une réforme majeure des transports publics à Hordaland (aujourd'hui Vestland). Les réalisations comprennent le lancement du métro de Bergen en 2010 et plusieurs changements majeurs d'itinéraires pour optimiser les transports publics dans les zones et les corridors où il y a le plus de voyageurs. Les changements ont entraîné une croissance significative du nombre de passagers.
Skyss a introduit un nouveau système de billetterie en 2010 et en 2013 une solution supplémentaire pour les billets sur smartphone.